# لوروا هاينز
لوروا هاينز (بالإنجليزية: Leroy Haynes)‏ هو صاحب مطعم وممثل أمريكي، ولد في 7 يناير 1914، وتوفي في 1 أبريل 1986.

## وصلات خارجية
- لوروا هاينز على موقع IMDb (الإنجليزية)
- لوروا هاينز على موقع ألو سيني (الفرنسية)
- لوروا هاينز على موقع قاعدة بيانات الفيلم (الإنجليزية)
- لوروا هاينز على موقع كينوبويسك (الروسية)